# Рамон Беренгер IV (граф Барселоны)
Рамо́н (Раймо́н) Беренге́р IV (кат. Ramon Berenguer IV, фр. Ramón Berenguer IV; ок. 1114, Барселона — 7 августа 1162, Борго-Сан-Дальмаццо, Пьемонт, Италия) — граф Барселоны, Осоны, Жироны и Сердани с 1131 года, принц-регент Арагона и граф Рибагорсы с 1137 года, граф-регент Прованса в 1144—1157 годах, маркиз Тортосы с 1148 года, маркиз Лериды с 1149 года. Сын Рамона Беренгера III, графа Барселоны, и Дульсы I Прованской.

## Граф Барселоны
После смерти в 1131 году отца Рамон Беренгер унаследовал его Каталонские владения — графства Барселона, Осона, Жирона и Сердань. При этом наследство матери Дульсы, графства Прованс и Жеводан и виконтство Мийо (фр. Millau) достались младшему его брату Беренгеру Раймунду I.

## Наследование Арагона
В 1134 году умер бездетный король Арагона и Наварры Альфонсо I Воитель, завещавший своё королевство двум военным орденам — иоаннитам и тамплиерам. Но арагонская и наваррская знать отказались соблюдать это завещание. В результате наваррская знать выбрала королём Наварры правнука брата последнего независимого короля Наварры Санчо IV — Гарсия IV (VI) Рамирес Восстановитель, а арагонская знать выбрала своим королём брата Альфонсо I — Рамиро II Монаха, который был монахом в одном из нарбоннских монастырей.
Для того, чтобы Рамиро мог занять трон, папа римский Иннокентий II освободил его от обета безбрачия, после чего он женился на Агнесе, дочери герцога Аквитании Гильома IX Трубадура. В 1136 году у них родилась дочь Петронила. В 1137 году Рамиро выдал её замуж за Рамона Беренгера IV, после чего отрёкся в пользу дочери от престола и удалился опять в монастырь. Регентом королевства стал Рамон Беренгер. Благодаря этому браку Арагон и большая часть Каталонии оказались объединены в личной унии.
Став правителем Арагона, Рамон Беренгер в 1140 году заключил договор с орденом Иоаннитов, по которому орден признавал за ним и его потомством права на Арагон, однако в случае, если у Рамона Беренгера не будет мужского потомства, Арагон должен был перейти к ордену. Подобные договоры Рамон Беренгер заключил также с орденом Святого Гроба Господня (в 1141 году) и орденом Тамплиеров. Эти договоры были подтверждены в 1158 году буллой папы Адриана IV.

## Договоры с Кастилией
Рамон Беренгер постарался наладить отношения с королевством Кастилия. После смерти Альфонсо I Арагонского король Кастилии и Леона Альфонсо VII захватил часть Арагонской территории. В 1140 году Альфонсо VII и Рамон Беренгер в Каррионе заключили договор, по которому Альфонсо освобождал занятые им арагонские земли взамен признания Рамоном Беренгером вассальной зависимости от Арагона и совместных действиях против отпавшей Наварры. Этим договором было положено начало многолетнему союзу между двумя королевствами.
В 1151 году Альфонсо и Рамон Беренгер заключили Тудиленский договор, в котором кроме возобновления антинаваррского союза был обговорён возможный раздел мусульманской Испании после её завоевания. Арагону достались Валенсия, Мурсия и Дениа, которые, правда, ещё нужно было завоевать.

## Участие в Реконкисте
После проигранной битвы при Фраге в 1134 году Арагон потерял ряд территорий, захваченных Альморавидами. Заручившись поддержкой Кастилии, Рамон Беренгер перешёл в наступление на мусульман, постепенно вернув потерянные территории. Были отвоёваны Алколея-де-Синка, Чаламера и Сариньена, в 1142 году — Дарока, а в 1147 году — Онтиньена.
Одновременно Рамон Беренгер начал завоевание других мусульманских земель. Прилегающие к его владениям земли принадлежали альморавидскому правителю Мурсии и Валенсии.
С помощью графа Урхеля Эрменгола VI, а также французских и генуэзских наёмников, он захватил в 1148 году тайфа Тортосу, а в 1149 году — Лериду. В 1153 году было завоёвано последнее укрепление мусульман в Каталонии — Сиурана в горах Прадес. В итоге мусульмане потеряли все земли к северу от Эбро. На завоёванной территории, позже названной Новой Каталонией, были образованы маркизаты Тортоса и Лерида.
Также Рамон Беренгер совершал походы в Мурсию (1144 год), Валенсию (1146 год), а в 1147 году участвовал в завоевании Альмерии.

## Окситанская политика
Ещё после того, как в 1113 году отец Рамона Беренгера IV, Рамон Беренгер III, унаследовал графство Прованс, графы Барселоны стали играть важную роль в Окситании, стремясь расширить сферу своего влияния. Рамон Беренгер IV, став графом, продолжил политику отца, поддерживая младшего, Беренгера Раймунда I, графа Прованса. При этом они опирались на виконтов Безье, Нима и Каркассона. Противниками их были сеньоры де Бо, поддерживаемые графами Тулузы, Фуа и Арля, а также Генуэзская республика.
В 1143 году Рамон Беренгер помог сеньору Монпелье Гильому VI вернуть его владения, из которых тот был изгнан в результате восстания знати.
В 1144 году Беренгер Раймунд I Прованский погиб. Графом Прованса стал его девятилетний сын Раймунд Беренгер II (III), а регентом Рамон Беренгер IV. Однако сразу же у Рамона Беренгера IV разгорелся конфликт с Раймондом де Бо, который обратился за помощью к германскому королю Конраду III, который считался сюзереном Прованса. Конрад утвердил Прованс за Раймондом де Бо.
Несмотря на признание императора, в 1147 году Прованс оказался в руках Рамона Беренгера. Главный сильный союзник Раймонда де Бо, граф Тулузы Альфонс Иордан был во Втором крестовом походе, поэтому ему пришлось пойти на переговоры с Рамоном Беренгером. Раймонд умер в 1150 году, в этом же году в Арле был заключён мир, по которому Прованс признавался за Барселонским домом, а сыновья Раймонда и Стефании сохраняли владения в Провансе.
Однако позже конфликт разгорался ещё дважды. После войны 1155—1156 годов сеньоры де Бо потеряли большую часть владений, сохранив только замок Бо и его окрестности. В 1161 году война опять возобновилась. В августе того же года Рамон Беренгер IV вместе с племянником поехал в Турин для встречи с императором Фридрихом I Барбароссой для того, чтобы утвердить права на Прованс. Во время возвращения из поездки Рамон Беренгер IV умер 6 августа 1162 года в поселении Сан Дальмацо. Похоронен он был в монастыре Санта-Мария-де-Риполь, став последним графом Барселоны, похороненным там.
Война в Провансе прекратилась в том же 1162 году, окончившись окончательным поражением сеньоров де Бо.

## Наследство Рамона Беренгера
В своём завещании Рамон Беренгер IV установил порядок наследования как Арагонской короны, так и других владений, а также переход их в случае бездетности кого-то из сыновей. Основным его наследником стал старший из выживших сыновей — Альфонсо. Он получил графства Барселона, Осона и Жирона, а также завоёванные у мусульман Тортосу и Лериду. Его мать, Петронила, в 1164 году отреклась от короны в пользу Альфонсо, который под именем Альфонсо II стал королём Арагона. В 1166 году, после смерти двоюродного брата Рамона Беренгера он унаследовал также и Прованс. Второй сын Рамона Беренгера IV, Раймунд Беренгер (Педро) получил Сердань, а в 1173 году вместо Сердани он получил Прованс. Младший из сыновей Рамона Беренгера, Санчо, родившийся незадолго до смерти отца, в 1168 году получил Сердань, а после смерти в 1181 году брата Раймунда Беренгера (Педро) — ещё и Прованс, который в 1185 году король Альфонс II обменял на графство Руссильон. Королева Петронила по завещанию получила города Бесалу и Рибас.

## Брак и дети
Жена: с 1150 года (обручение 11 августа 1137 года, Барбастро) Петронила Арагонская (1136 — 17 октября 1174), королева Арагона 1137—1154, дочь Рамиро II Монаха и Алисы Аквитанской. Дети:
- Педро (4 мая 1152 — до 1158)
- Альфонсо II (1/25 марта 1157 — 25 апреля 1195), граф Барселоны, Жероны и Осоны (Альфонсо I) с 1162, король Арагона с 1154, граф Прованса (Альфонсо I) с 1166—1173
- Раймунд Беренгер (Педро) (ок. 1158 — 5 апреля 1181), граф Сердани (Педро I) 1162—1168, граф Прованса (Раймунд Беренгер III) с 1173
- Дульса (ок. 1160 — 1 сентября 1198); муж: с ок. 1175 Саншу I Заселитель (11 ноября 1154 — 26 марта 1212), король Португалии с 1185
- Санчо (ок. 1161—1226), граф Сердани с 1168, граф Прованса 1181—1185, граф Руссильона с 1185

Кроме того, у Рамона Беренгера IV известен один незаконный сын от не известной по имени любовницы:
- Рамон Беренгер (ум. ок. 1212), аббат Монтеарагона, епископ Лериды 1176—1191, архиепископ Нарбонны с 1191